# Саид-Ходжаев, Саид-Акил Саидханович
Саид-Ходжаев Саид-Акил Саидханович (узб. Саидҳўжаев Саидоқилҳон Саидҳон ўғли; 7 мая 1894 года, Ташкент, Российская империя — 10 декабря 1968 года) — узбекский инженер, строитель. Заслуженный строитель Узбекской ССР. Первый директор Энергетического института АН УзССР. В СМИ послевоенных лет чаще его имя писалось слитно Саидходжаев Саидакил Саидович. Упоминается как первый инженер-энергетик Узбекистана.

## Биография
В 1904—1906 годах обучался в русско-туземном училище в Ташкенте.
В 1927 году окончил институт народного хозяйства им. Плеханова в Москве.
В системе Главгидроэнергстроя начал работать с 1933 года, и по 1936 год был на должности начальника и главного инженера. И в это же время, с 1933 года по 1937 год, по совместительству назначен Постановлением СНК Узбекистана начальником и главным инженером Бурджарстроя (строительство Бурджарской ГЭС).
С 1937 года по 1940 год руководил строительством Актепинской ГЭС. В 1943 году получил учёную степень кандидата технических наук.
С 1951 года работал в ТИИИМСХ. В 1964 году ему было присвоено звание «Заслуженный строитель Узбекской ССР».